# Serge Tousignant
Pour les articles homonymes, voir Tousignant.
Serge Tousignant, né le 28 mai 1942 à Montréal, est un artiste multidisciplinaire québécois, peintre, graveur, sculpteur et photographe. Il vit et travaille à Montréal.

## Biographie
En 1962, Il est diplômé de l'École des beaux-arts de Montréal en arts graphiques en maîtrisant la calligraphie, la typographie et le graphisme. Il se perfectionne en estampe avec l'enseignement d'Albert Dumouchel.  Il travaille d'abord comme peintre et sculpteur. Il s'intéresse à la relation entre les structures abstraites et l'illusion, qu'il élargit plus tard pour englober des images issues directement du monde naturel. Il poursuit ses études de 1962 à 1965 à la Slade School of Fine Arts de l’Université de Londres. Au tournant des années 60-70, il arrête la peinture pour se consacrer exclusivement à la photographie,,. 
Il réalise de nombreuses expositions au Québec et à l'étranger. Il est professeur au département d’histoire de l’art de l’Université de Montréal de 1974 à 2002 où il enseigne les arts visuels. Il est un des membres fondateurs du centre d'artistes Véhicule Art. En 2017, une exposition rétrospective explore l'ensemble de ses pratiques en sculpture, peinture, photographie et installation,.

## Expositions
- 1966 : Présence des jeunes, Musée d’art contemporain de Montréal.
- 1974 : Camerart, Optica, Montréal.
- 1975 : Québec 75, Musée d’art contemporain de Montréal.
- 1986 : Lumières: Perceptions et projections, CIAC, Cent jours d’art contemporain, Montréal.
- 19 juin - 13 septembre 1992 : Serge Tousignant. Parcours photographique : 1972-1992, Musée canadien de la photographie contemporaine, Ottawa[6].
- 24 avril - 24 mai : Drapeaux et boogie-woogies, Montreal, Galerie Graff[7].
- 2012 : Œuvres conceptuelles : 1969-1980 / 2010, Galerie Graff, Montréal[8].
- 2017 : VOX, Centre de l’image contemporaine, Montréal.
- 2019 : Je vois ce que tu regardes, avec Luis Jacob, Musée d’art contemporain, Montréal.
- 2020 : exposition monographique, Carrefour des Arts et des Sciences de l’Université de Montréal.

## Musées et collections publiques
- Bibliothèque et Archives nationales du Québec, estampes
- Musée national des beaux-arts du Québec[9]
- Musée d'art contemporain de Montréal[10]
- Musée des beaux-arts du Canada
- Musée canadien de la photographie contemporaine
- Victoria and Albert Museum, Londres
- Los Angeles Museum of Art
- Musée national d’Art Moderne de Tokyo
- Bridgestone Art Gallery
- Galerie de l'UQAM
- Art Gallery of Hamilton

## Récompenses
- Prix de la Bridgestone Art Gallery à la 5e Biennale internationale de l’estampe de Tokyo, 1966.
- Prix de sculpture à l’occasion de Perspective 67, 1967.
- Prix de la Communauté Urbaine de Montréal remis au Musée d’art contemporain de Montréal, 1996
- Membre de l’Académie Royale des Arts du Canada, 2004[11].